# 京阪奈丘陵
京阪奈丘陵（けいはんなきゅうりょう）は、近畿地方中央部（京都府南西部、奈良県北西部、大阪府の東北部）に跨り、2府1県の境界部に位置する丘陵地。田辺丘陵、平城丘陵、八幡丘陵、生駒山地北部の総称。
市町村としては、京都府（精華町、木津川市、京田辺市）、奈良県（生駒市、奈良市）、大阪府（枚方市、交野市）の以上に跨る。

## 地質
中下部更新統の大阪層群が標高50〜80mの丘陵を構成して分布し、京阪奈丘陵に於ける大阪層群は礫・砂・シルト、粘土層の互層から成る。厚さは300m以上に及び、5枚の海成粘土層と14層以上の火山灰層を挟在している。

## 歴史
長らくに渡り里山集落が形成されできたが、1987年の関西文化学術研究都市建設促進法の公布・施行を受け、1980年代後半より、関西文化学術研究都市として都市整備が開始され、各地域毎にクラスター型の開発が行われた。
以後、近鉄けいはんな線や京奈和自動車道の整備に代表されるようにインフラ整備が行われた。

### 開発前
日本の里100選の一つ、穂谷地区を含むように生物多様性に富んだ里山が多く分布していた。

### 開発
1978年の「関西学術研究都市調査懇談会（座長：奥田東 元京都大学総長）」の提言から始まり、1983年に京都、大阪、奈良の3府県、関西経済団体などによって設立された「関西文化学術研究都市建設推進協議会」のもと、構想が具体化され、1987年の関西文化学術研究都市建設促進法の公布・施行を経て、国家プロジェクトとして本格的に都市建設が始まり、関西文化学術研究都市が形成された。

## 交通
丘陵地上を通る交通機関、道路網
- JR西日本
  - 片町線（学研都市線） - 京阪奈丘陵の縁辺をなぞる様に北へ迂回して走る。
    - 松井山手駅（田辺丘陵）

- 近鉄
  - 近鉄奈良線
    - 学園前駅、菖蒲池駅

  - 近鉄けいはんな線
    - 学研北生駒駅、学研奈良登美ヶ丘駅

  - 近鉄京都線
    - 高の原駅